# Biehlita
La biehlita és un mineral de la classe dels òxids. Rep el seu nom de Fredrich Karl Biehl, el primer en fer treball mineralògic en el dipòsit de Tsumeb.

## Característiques
La biehlita és un òxid de fórmula química ((Sb,As)O)₂[MoO₄]. Va ser aprovada per l'Associació Mineralògica Internacional com a espècie vàlida l'any 1999. Cristal·litza en el sistema monoclínic. Els cristalls són fibrosos, de fins a 1 centímetre de llargada, allargats al llarg de [001], en masses afeltrades i agregats irregulars. La seva duresa a l'escala de Mohs es troba entre 1 i 1,5, sent un mineral molt tou.
Segons la classificació de Nickel-Strunz, la biehlita pertany a «04.DB - Metall:Oxigen = 1:2 i similars, amb cations de mida mitja; cadenes que comparteixen costats d'octàedres» juntament amb els següents minerals: argutita, cassiterita, plattnerita, pirolusita, rútil, tripuhyita, tugarinovita, varlamoffita, byströmita, tapiolita-(Fe), tapiolita-(Mn), ordoñezita, akhtenskita, nsutita, paramontroseïta, ramsdel·lita, scrutinyita, ishikawaïta, ixiolita, samarskita-(Y), srilankita, itriorocolumbita-(Y), calciosamarskita, samarskita-(Yb), ferberita, hübnerita, sanmartinita, krasnoselskita, heftetjernita, huanzalaïta, columbita-(Fe), tantalita-(Fe), columbita-(Mn), tantalita-(Mn), columbita-(Mg), qitianlingita, magnocolumbita, tantalita-(Mg), ferrowodginita, litiotantita, litiowodginita, titanowodginita, wodginita, ferrotitanowodginita, wolframowodginita, tivanita, carmichaelita i alumotantita.

## Formació i jaciments
Va ser descoberta a la mina Tsumeb, a la regió d'Otjikoto (Namíbia), l'únic indret on se n'ha trobat. Es troba associada amb anglesita i wulfenita sobre grans fins de coure a la zona d'oxidació de la mina de Tsumeb. Es tracta d'un mineral secundari poc freqüent, provinent d'una zona oxidada d'un dipòsit hidrotermal polimetàl·lic de dolomia.